# Cici Tommaseo Sursock
Cici Tommaseo Sursock, pseudonyme de Justina Tommaseo Sursock, née le 23 mars 1923 à Split (Yougoslavie) et décédée le 13 juillet 2015 à Split (Croatie), était une artiste peintre de nationalité croate et, par alliance, égyptienne et libanaise.
Elle se distingue au Liban par des portraits de la bourgeoisie beyrouthine et de personnalités du monde des arts et des lettres,.
Dans les années 70, ses expositions de nus - féminins puis masculins - sont une première au Moyen-Orient. La critique salue son audace et la force de son trait, notant souvent qu’elle « peint comme un homme ».
Par la suite, elle se consacre à l’art de l’icône byzantine, dans un style moderne et personnel.

## Biographie
Cici naît à Split dans la maison de son grand-père maternel, Josip Karaman, pionnier du cinéma, réalisateur et fondateur à Split de l’une des plus anciennes salles encore en activité dans le monde : « Kino Karaman ».…
Son père Milovan Tommaseo étant diplomate, Cici ne reste pas longtemps dans sa ville natale : Son enfance se passe à Vienne, et après avoir fait l’École des Beaux-Arts à Belgrade (avec Ivan Tabakovic comme professeur de peinture), elle rejoint ses parents à Ankara (où elle fréquente l'école des arts appliqués et les studios de Nurettin Ergüven et de Turgut Zaim) puis à Téhéran,,.

### Le Caire (1944-1964)
En 1944, un concours de circonstances dans le contexte de la Seconde Guerre mondiale l'amène au Caire :
« Nous sommes arrivés légers de Téhéran au Caire, avec juste une valise chacun.
L'éternel optimiste qu’était mon père nous a installées, ma mère et moi, dans le meilleur hôtel de la ville, le Shepheard's ; « L’affaire de deux ou trois semaines » disait-il. Lui allait rejoindre à Londres notre gouvernement Yougoslave en exil, afin de « mieux comprendre la situation » ; après quoi il reviendrait nous prendre pour Rio de Janeiro où il avait été nommé ambassadeur… » (« Les villes de ma vie », autobiographie inachevée, publiée sur internet.)
Déchu de ses fonctions après le renversement de la monarchie, son père Milovan s’attarde en Angleterre et finit par rentrer en Yougoslavie alors que Cici toujours au Caire a été engagée comme dessinatrice auprès du Ministère de l'Information britannique.
Elle épouse en 1947 Habib Sursock, égyptien d’origine libanaise. Ils vivent au palais de Guézireh, construit lors de l’inauguration du canal de Suez pour accueillir l’impératrice Eugénie, et racheté par la famille de la mère de Habib, Hélène Loutfallah. Ils ont deux enfants, Samir et Nihad.
Cici ne touche plus un pinceau jusqu’en 1960, quand elle se met à peindre des portraits de proches, des compositions et commence à exposer.
En 1964, sous le régime Nasser, le palais et tous ses biens mis sous séquestre, la famille soudainement ruinée, quitte l’Égypte et s’installe au Liban.

### Beyrouth (1964-1976)
La peinture de Cici subvient aux besoins du ménage. Ses portraits ont rapidement du succès … « La bourgeoisie beyrouthine s’était fait un point d’honneur d’être croquée par ses pinceaux. ».
Elle effectue un séjour aux États-Unis en 1966 pour exposer à Palm Beach et exécuter une série de portraits, dont les enfants de Nelson Rockfeller, et en 1969 en Finlande pour faire le portrait des membres de l’académie de médecine.
Mais c’est avec son exposition « Corps et âmes » - des nus féminins, peints à l'aérosol blanc et noir sur isorel - à la galerie de l’hôtel Vendôme, en 1966, qu’elle se forge véritablement une place dans le milieu artistique libanais,,.
Parallèlement à l’exposition, elle publie un recueil de poèmes dessinés intitulé « Avec amour » , préfacé par Etel Adnan.
L’année suivante elle expose des collages. La critique salue la diversité de son talent,.
Le comité du festival de Baalbeck lui confie la conception et la réalisation de la maquette de son programme pour l’année 1967.
Elle rayonne désormais dans la vie artistique trépidante de Beyrouth. Son atelier devient un lieu incontournable où se réunissent tous les dimanches de nombreux artistes -peintres, musiciens, poètes- , journalistes, étudiants, dans des sortes de happenings : on croque le portrait les uns des autres, on peint des tableaux à deux, on déclame des poèmes, on joue de la guitare...
En 1971, elle expose à Dar el fan où elle innove à nouveau avec huit grandes compositions de nus masculins (4m x 3m), illustrant le livre de Claude Khal « El ou la marche vers l'est » .
Le 14 avril 1975, le vernissage de sa première exposition d’icônes à l’hôtel St Georges coïncide avec le déclenchement de la guerre civile au Liban. L’hôtel ferme, mais une accalmie dix jours plus tard permettra a l’exposition d’avoir lieu. 44 ans plus tard, l'Orient-le jour dans une rétrospective « Mémoire de guerre » datée du 13 avril 2019, se souvient de cette exposition.

### Les années de guerre au Liban
Durant les années de guerre au Liban Cici résidera et travaillera entre le Caire, Beyrouth et Split. Décès de son époux Habib en 1981.
Elle exécute en 1978 un panneau de 13m de long « 50 ans de cinéma » pour le lancement du cinéma « Marignan » avec les portraits de 40 acteurs.
Expositions périodiques d’icônes au GAB center, lors des fêtes de Noël.
Elle se fait connaître dans sa ville natale, Split, avec deux expositions d’icônes en 1986 et 1987.

### Split (1988 -2015)
En 1988, Cici s’installe définitivement à Split auprès de sa tante Vjera Sokolic, qui accompagnait dans sa jeunesse au piano les films muets au « Kino Karaman » et donnera encore des leçons de piano à l’âge de cent ans.
Aussitôt survient la scission de la Yougoslavie. Guerres - mondiale, civiles - et  révolutions la poursuivent… 
Elle tiendra encore deux expositions d’icônes à Split en 1991 et 1992, ses dernières.
Ces expositions n’ont pas le retentissement de sa période Beyrouthine. Dans un article intitulé « Une femme qui ne se produit qu’une fois dans la vie d’une ville », la « Slobodna Dalmacija » déplorera que sa ville natale ne lui a pas donné la reconnaissance qu’elle méritait.
Cependant, elle continue de travailler jusqu’à la fin. Le pinceau noué à sa main qui s’est mis à trembler.
Elle repose au cimetière de Split.

### Post-mortem
Au Liban on lui rend hommage et les jeunes générations la découvrent en 2016 au Beirut Art fair, avec l’exposition : « 13 femmes-peintre libanaises » et au Musée Sursock en 2019 avec «Les artistes sous le pinceau de Cici Sursock », des portraits de peintres, exposés et endommagés lors de l’explosion du port de Beyrouth, le 4 août 2020,.
Son portrait à trois visages de Fairuz (1980) fera le buzz sur internet quand le président Macron se rend chez la diva libanaise, le 31 août 2020, pour lui remettre la légion d’honneur : les seules photos de la visite les montrent ensemble devant ce portrait,.
En Décembre 2020, les portraits des trois frères Cochrane, lacérés dans l’explosion de Beyrouth sont exposés à la villa Audi « Art blessé ».
En 2022 deux nus et deux icônes sont exposés dans le cadre d'une exposition collective : «Beirut and the golden sixties : a manifesto of fragility», au Musée Gropius Bau de Berlin (Mars - juin) puis au Musée d’Art Contemporain de Lyon dans le cadre de la biennale de Lyon (Septembre - décembre),. Dans le cadre de la même exposition itinérante, les deux icônes sont exposées au Mathaf de Doha, Qatar (Mars – Août 2023).
Son portrait d’Odile Mazloum, endommagé au musée Sursock dans l’explosion du port de Beyrouth a été restauré puis exposé au centre Pompidou de Paris (Février 2023).
Exposition rétrospective à l'Alliance Française de Split (Août 2023).
L'essentiel des archives de Cici sont numérisées au Musée Sursock.

## Œuvre
Son style figuratif se caractérise par la sûreté et la force du trait. « Un coup de crayon nerveux et acéré comme la taille d’une serpe [...] Cici traquait la beauté des traits, leur netteté, leur séduction...». Elle-même dira de son art «Je cherche la ligne juste ».
Du portrait, aux nus, aux icônes, c’est toujours l’humain qui est représenté. Progressivement, ses compositions gagnent en complexité avec des visages qui se multiplient ou s’imbriquent les uns dans les autres,.

### Les portraits
Les portraits sont le fil conducteur de sa vie picturale. Ils se distinguent par la proportion des yeux : « Elle était surtout fascinée par le regard. Des yeux immenses… [qui] mangeaient tout le visage. ». Entre huiles et fusains elle en produira plus de 2000. Dont l’actrice égyptienne Faten Hamama, plusieurs de la chanteuse Fairuz, Farah Diba lors d’une invitation à Persépolis, les poétesses Venus Khoury-Ghatta et Nadia Tueni, les artistes français de passage au Liban, Marie Laforet et Michel Jonasz, de nombreux portraits de peintres libanais, Hrair, Doche, Odile Mazloum… Ceux d’Assadour Bezdikian et de Juliana Seraphim figurent dans la collection permanente du Musée Sursock.
Elle réalise des portraits à visages multiples, représentant plusieurs facettes de la même personne (Ainsi celui de Fairuz, dans lequel l’un des visages, en bleu, représente sa voix et que la chanteuse a utilisé pour la pochette de son disque « sayyef ya sayf » -, celui de Nadia Tueni qui figure sur la couverture de son recueil « 20 poèmes pour un amour », ou celui de l’acteur Abdullah Shammas...), ou à des âges différents (comme dans deux de ses autoportraits),.

### Les nus et les collages
La période des nus s’étend uniquement de 1966 à 1971 mais a grandement contribué à imposer Cici, par l’audace du thème et le dynamisme des compositions :   

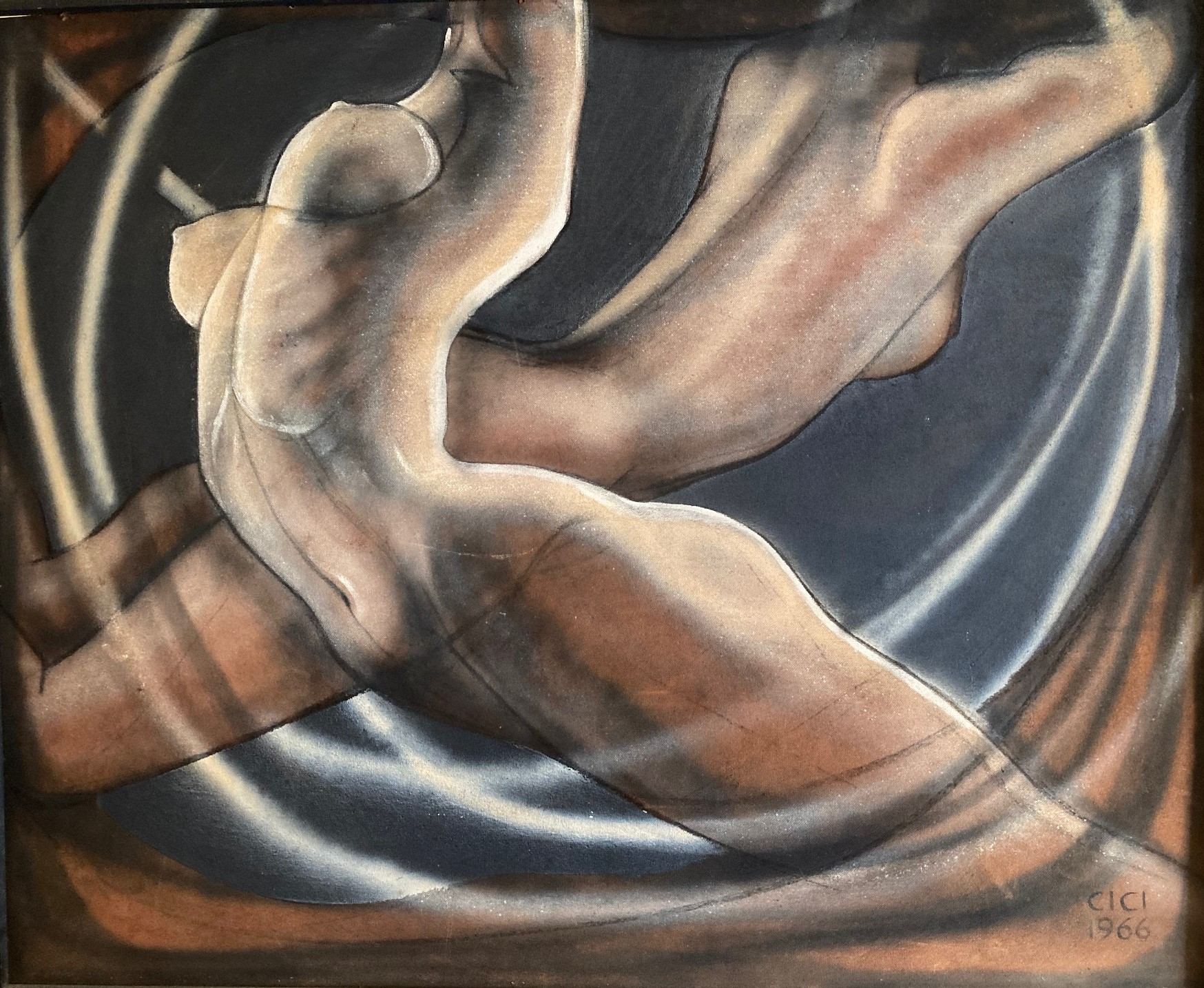
Nus volants (Beyrouth, 1966). Aérosol sur isorel, 122cm x 150cm.

« Their life lies in a dynamism of design movement, a rhythmic flow of mass relationships, and the sheer vitality of material application. » (Helen Khal).
« Des nus monumentaux et presque monochromes […] un souci de rigueur dans la ligne, un sens du graphisme confinant à la ferveur et des contours autoritaires et décisifs. » (Victor Hakim).
« Cernées d’un noir épais, les chairs paraissent délestées de leur poids matériel […] La contingence est impitoyablement expurgée.» (Mirèse Akar).
Les collages se limitent à la seule exposition de 1967, mais Cici utilisera cette technique par la suite dans certaines icônes.

### Les icônes
Dès sa première période en Égypte, émue par les icônes des églises byzantines, Cici avait ressenti le besoin d’en créer elle-même, à sa manière, mais ce n’est que dans les années 70 qu’elle s’y  investit pleinement, enrichit sa technique de la feuille or, du métal repoussé, du choix et de la préparation des bois, et déploie sa créativité dans le dédoublement de visages, l’enchevêtrement de mains, d’yeux… 
« Elle a maintenu le style des icones slaves, sans le copier. Elle a tenté une interprétation moderne, et en même temps personnelle, d’une expérience artistique... » (Etel Adnan).

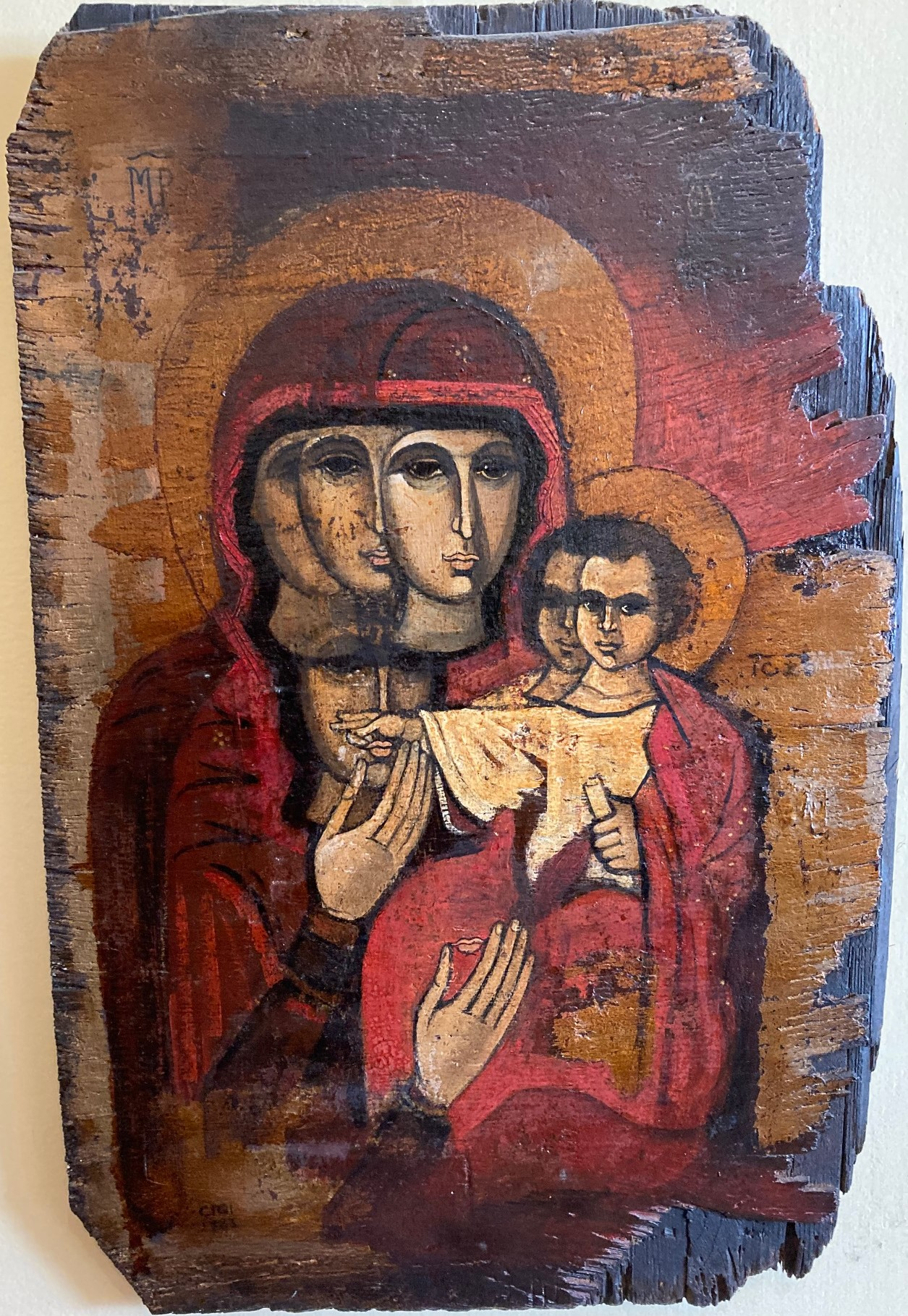
Ma Madone aux trois visages (Le Caire, 1983) Huile sur bois 57cm x 36cm

A Split, dans les années où le sentiment anti-serbe orthodoxe se répand en Croatie, elle adaptera ses icônes au style de la renaissance italienne. Des ciels bleus, des arcades, qu’elle appellera ses icônes ciel.

## Principales expositions
- 1963 :	Le Caire. « l’Atelier du Caire ».
- 1964 :	Le Caire. Galerie « Akhenaton ».
- 1965 :	Beyrouth. Galerie de l’hôtel Phoenicia.
- 1966 :	Palm-beach (États-Unis). « Galerie Montmartre ».
- 1966 :	Beyrouth. Exposition de nus « Corps et âmes », galerie de l’hôtel Vendôme.
- 1967 :	Beyrouth. Exposition de collages, « Galerie l’Amateur »[36].
- 1969 :	Bruxelles. « Peintres libanais ».
- 1971 :	Beyrouth. Exposition de grands panneaux de nus illustrant le livre de Claude Khal « El ou la marche vers l’Est ». Dar el Fan[18].
- 1972 :	« 16 peintres libanais », à la galerie « La Barcaccia », Rome.
- 1972: 	Beyrouth « 2e salon des peintres temoins de leur pays », à la galerie « Grenier des artistes »[37].
- 1975 :	Beyrouth. Hôtel Saint Georges « Icônes 1975 ».
- 1977 :	Beyrouth. « Galerie GAB» « Icônes 1977 ».
- 1979 :	Udine (Italie). Galerie « Morena ».
- 1980 :	Exposition de Noël « A ciel ouvert » à la « Galerie GAB »
- 1982 :	Beyrouth. Galerie « El Cir ». « Icônes 1982 »
- 1984 :	Beyrouth. Exposition de Noël « Galerie GAB ». « Icônes 84 »
- 1985 :	Beyrouth. Exposition de Pâques « Galerie GAB ». « Icônes 85 »
- 1985 :	Exposition de Noël « Galerie GAB ». Icônes miniatures
- 1986 :	Split. Exposition d’icônes à la Galerie Stambuk.
- 1987 :	Split. Exposition d’icônes à la Galerie Stambuk.
- 1987 :	Lausanne. Galerie « Aux Arines ».
- 1988 :	Beyrouth. Exposition de Pâques “Galerie GAB”. Icônes et croix
- 1991 :	Split. Exposition d’icônes « Dalmatinska raspela » (crucifix dalmates) à la Galerie Stambuk.
- 1992 :	Split. Exposition d’icônes « La mère et l’enfant dans le chaos de la guerre » au prothyron du Péristyle.
- 2005: :	Split. Exposition d’icônes « Dalmatinska raspela » à l'Alliance Française de Split.
- Post Mortem
- 2016 : 	Beyrouth. Beirut Art fair : « 13 femmes-peintre libanaises »[23] .
- 2019 : 	Beyrouth. Musée Sursock : «Les artistes sous le pinceau de Cici Sursock »[24].
- 2020 : 	Beyrouth. Villa Audi : « Art blessé »[27].
- 2022 -  2023: 	Berlin, Lyon puis au Qatar. Musée Gropius Bau, Musée d’Art Contemporain de Lyon et Mathaf de Doha : «Beirut and the golden sixties : a manifesto of fragility»[28],[29],[30].
- 2023: 	Paris, exposition de trois œuvres restaurées au centre Pompidou, dont un portrait par Cici[31].
- 2023: :	Split. Exposition rétrospective à l'Alliance Française de Split[38]